# Кауфман, Тед
Тед Кауфман (англ. Ted Kaufman), полное имя Эдвард Эммет Кауфман (англ. Edward Emmett Kaufman; род. 15 марта 1939, Филадельфия) — американский политический деятель, член Демократической партии, сенатор США от штата Делавэр (2009—2010).

## Биография
Родился 15 марта 1939 года в Филадельфии, в 1960 году получил степень бакалавра наук по механическому инжинирингу в университете Дьюка, в 1966 году — степень магистра делового администрирования в Пенсильванском университете. Преподавал в колледже, возглавлял фирму политического и делового консалтинга Public Strategies.
В 1973—1994 годах возглавлял аппарат сенатора Джо Байдена.
С 1995 по 2008 год входил в Совет управляющих по вопросам вещания, в задачу которого входила защита свободы слова во всём мире. Кроме того, являлся членом совета директоров организации Children and Families First и компании цифрового вещания WHYY, а также членом попечительского совета благотворительной больничной сети Christiana Care. После президентских выборов 2008 года руководил переходной командой Джо Байдена как избранного вице-президента.
После ухода Байдена из Сената ввиду избрания его вице-президентом губернатор штата Делавэр Рут Энн Миннер назначила сенатором Теда Кауфмана на период до следующих выборов в Сенат, и 16 января 2009 года он вступил в должность, сразу объявив, что не намерен бороться за её сохранение на выборах.
15 ноября 2010 года вступил в должность избранный сенатор — Крис Кунс.

## Награды
- Президентская гражданская медаль[англ.] (2 января 2025)[7]